# Laure Manaudou
Laure Manaudou (n. 9 octombrie 1986, Villeurbanne, Franța) este o înotătoare franceză, medaliată olimpică. A participat la 3 ediții ale Jocurilor Olimpice (2004, 2008, 2012) în care a câștigat o medalie de aur, o medalie de argint și o medalie de bronz.